# Фокс, Густав Ваза
Гу́став (Гу́ставус) Ва́за Фокс (англ. Gustavus Vasa Fox; 13 июня 1821; Согус, штат Массачусетс, САСШ — 29 октября 1883; Лоуэлл, штат Массачусетс) — американский морской офицер, член вашингтонского кабинета. Участник Американо-мексиканской и Гражданской войн. В последнюю занимал должность помощника секретаря военно-морского флота США, фактически руководил всеми военно-морскими операциями. Дипломат.
Почётный гражданин Санкт-Петербурга, Кронштадта, Москвы, Корчевы и Костромы.

## Биография

### Происхождение и воспитание
Густав Фокс родился 13 июня 1821 года в Согусе штата Массачусетс. Сын доктора Джесси и Оливии (в девичестве — Флинт) Фокс. В том же году его семья переехала в Лоуэлл (штат Массачусетс), где его отец занялся текстильным бизнесом. Там же Густав поступил в высшую школу Лоуэлла, где проявлял исключительные успехи в учёбе. Те же успехи он проявлял и в академии Филлипса в Андовере, куда поступил в 1835 году. Однако, после двух лет обучения в последней Густав, по примеру своих друзей детства, отправился служить на флот.

### Служба на флоте
Пройдя стажировку на море и завершив курсовые работы в училище военно-морского убежища в Филадельфии, Густав Фокс 12 января 1838 года был назначен исполняющим обязанности мичмана. 23 апреля приказом секретаря военно-морского флота США М. Дикерсона Фокс был направлен на военный шлюп 2-го класса «Киана», которым тогда командовал Д. Персиваль, известный как «Безумный Джек».
24 июня того же года шлюп «Киана», на котором служил Фокс, отправился для несения вахты в Средиземном море и 16 мая 1841 года возвратился в Норфолк (штат Виргиния). Благодаря искренней заинтересованности Д. Персиваля в тщательном обучении гардемаринов, Фокс приобрёл у него незаменимые навыки.
20 мая 1844 года Фокс в звании мичмана был назначен штурманом на военный шлюп «Плимут», на котором в следующем году участвовал в составе африканской эскадры, направленной для пресечения незаконной работорговли.

### Американо-мексиканская война
Во время Американо-мексиканской войны 1846—1848 годов Фокс служил на бриге «Вашингтон» в составе эскадры под руководством коммодора М. К. Перри. Принимал участие во второй битве при Табаско и его взятии 15―16 января 1847 года. За выполнение сложных правительственных заданий по переброске войск в Веракрус Фокс в 1851 году был произведён в лейтенанты.

### Дальние плавания и отставка
После войны Фокс принимал участие в навигации и обследовании побережья в нижнем течении реки Миссисипи. Затем участвовал в экспедициях из Бруклина в Макао, с дипломатическими миссиями в Манилу (Ост-Индия), Кохинхину (Вьетнам), Таиланд (Таиланд), Борнео и Малайзию. На родину экспедиция возвращалась через Гавайи и Южную Америку. Некоторое время командовал почтовыми пароходами.
В октябре 1855 года Фокс женился, а 30 июля 1856 года вышел в отставку и занялся частным бизнесом по изготовлению шерстяных тканей. До 1860 года управлял текстильной фабрикой в штате Массачусетс.

### Гражданская война
С началом Гражданской войны 1861―1865 годов Фокс добровольцем вступил в армию северян. 9 мая 1861 года он был назначен главным клерком морского департамента, а 1 августа указом президента А. Линкольна назначен на ново-учреждённую должность заместителя министра военно-морского флота США, на которой был предписан оставаться до окончания войны. Командовал эскадрой в неудачной экспедиции под форт Самтер, который был осаждён конфедератами (южанами).
Во время войны Фокс усердно занимался модернизацией броненосных судов, а также фактически руководил всеми операциями военно-морских сил Севера. Сыграл ключевую роль по блокаде всего побережья КША, взятии под контроль САСШ важных участков реки Миссисипи и овладении Порт-Роялем, Мобилом, Уилмингтоном и другими стратегически важными объектами.
После войны Фокс продолжал реализовывать многие военно-морские реформы. 22 мая 1866 года он вновь подал в отставку, однако в том же месяце Конгрессом он был избран и назначен главой миссии в Россию и, в связи с этим, вновь утверждён президентом Э. Джонсоном в должности помощника секретаря ВМФ США.

### Чрезвычайное посольство США в Россию
В 1866 году Фокс в качестве личного представителя президента США  возглавил чрезвычайное посольство, направленное в Россию для вручения копии поздравительной резолюции, принятой 16 мая 1866 года обеими палатами Конгресса США, Александру II в связи с «избавлением от опасности» после покушения на его жизнь, совершённого 4 (16) апреля 1866 года. Сама миссия, кроме формального поздравления, имела цель искренне благодарить Александра II и «русский народ» за дружественное расположение к США и за ту поддержку, которую Россия «всегда» оказывала им, начиная с вооружённого нейтралитета Екатерины II во время войны за независимость США, и особенно за поддержку Севера во время шедшей в Америке Гражданской войны. Также в задачу миссии входило углубление политического и военно-морского сотрудничества между США и Россией.
По настоянию самого Фокса для данной миссии был снаряжён двухбашенный монитор «Миантономо» одноимённого класса мониторов. На нём Фокс 5 июня 1866 года отправился из Ньюфаундленда в сопровождении двух военных пароходов «Ашуелота» и «Августы» и 16 июня его эскадра дошла до коркского порта (Ирландия). Вообще корабли класса Монитор были предназначены для речного или околоберегового морского плавания и пересечь на нём Атлантический океан было делом крайне рискованным. Густав Фокс был первым кто проделал это. Так английский адмирал, рассматривая монитор в подзорную трубу, с удивлением спросил Фокса: «Неужели вы пересекли Атлантический океан на этой штуке?». После утвердительного ответа последнего, адмирал признался: «Я сомневаюсь, чтобы я мог это проделать».
Оставив суда в Корке, Фокс отправился в Дублин и далее в Лондон, где на балу в Букингемском дворце был представлен членам королевской фамилии, а после присутствовал на обедах, данных в его честь американским посланником Ч. Ф. Адамсом, русским послом бароном Ф. И. Брунновым и другими высокопоставленными лицами. 29 июня Фокс отправился в Портсмут, куда прибыла и его эскадра. Оттуда он в сопровождении посла США во Франции Д. Бигелоу отправился в Шербур (Франция).
3 июля в Тюильрийском дворце в Париже Фоксу была дана частная аудиенция императором Наполеоном III, а 6 июля Фокс в присутствии американского посла Д. Бигелоу имел беседу с принцем Наполеоном. Последний, в частности, рекомендовал не дружить «чересчур с Россией», на что Фокс ответил, что «Россия и Америка не имеют враждебных интересов» и, что «Россия всегда была дружественна к Америке, и мы ценим это чувство». Принц сказал, что США могут «стоять особняком», и что они не нуждаются в друзьях. Фокс же возразил:

«Хотя и представляется сомнительным, будем ли мы с Россией когда-либо снова стоять рука об руку, тем не менее в то время, как нам угрожали наиболее могущественные нации, Россия сочувствовала и выразила нам свои симпатии, и Америка этого никогда не забудет».
Оригинальный текст (англ.)«When it was doubtful whether we should ever stand again, at a time when the most powerful nations menaced us, Russia felt and expressed her sympathy for us, and America never will forget it».
— Executive documents printed by order of the House of Representatives, during the second session of the thirty-ninth Congress, 1866—'67.
Принц, отметив, что «Россия сама одинока», после некоторого молчания сменил тему диалога.
20 июля Фокс прибыл в Кёльн, а 22 июля в копенгагенскую гавань, где его уже ожидала его эскадра.
22 июля (3 августа) американская эскадра достигла берегов Российской империи и стала на якорь в гельсингфорской гавани (Хельсинки), где была торжественно встречена высшими должностными лицами военной и городской администраций, посетившими также «Миантономо». На следующий день в честь посольства был дан «блестящий» банкет. 24 июля (5 августа) американская эскадра вышла из гельсингфорской гавани и на следующий день в сопровождении русской броненосной эскадры, выстроенной в две линии по бокам от впереди идущих американских судов, прибыла в кронштадтский порт. Там же вице-адмирал С. С. Лесовский (участник экспедиции русского флота в Америку в 1863 г.) уведомил Фокса, что «по распоряжению его величества, как посольство, так офицеры и команды эскадры являются гостями русского правительства».

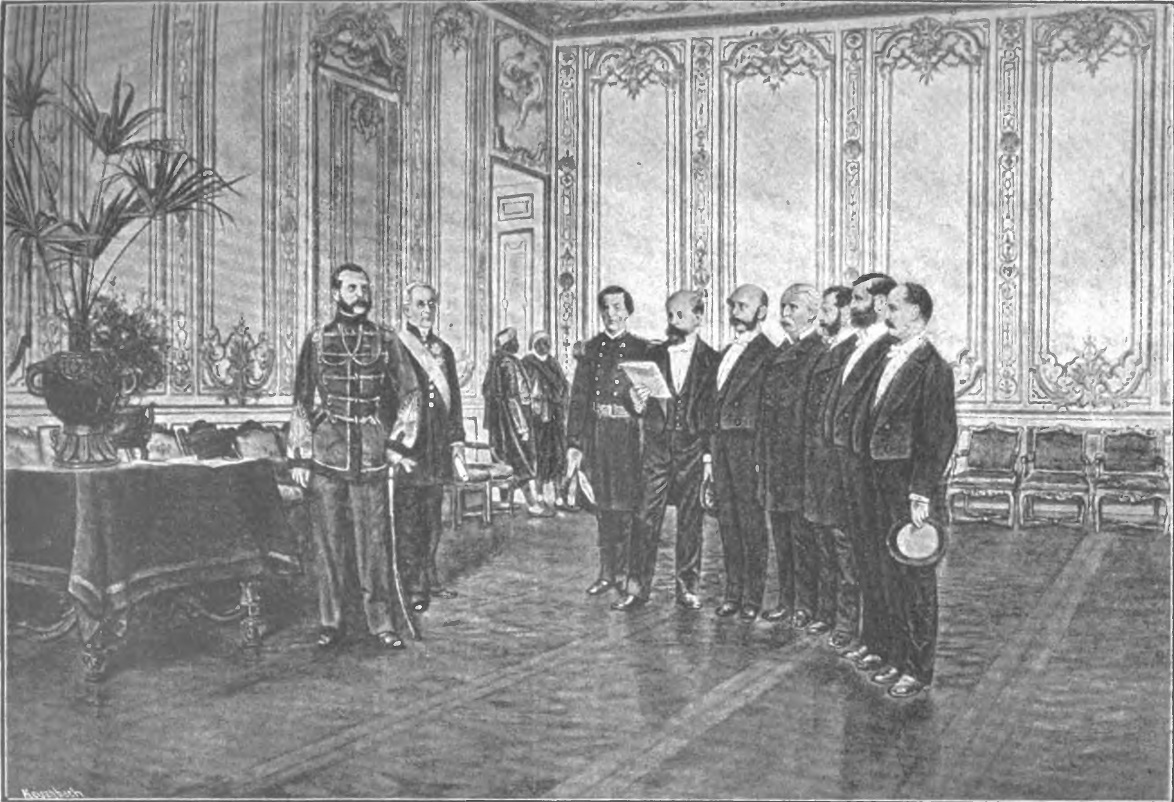
Аудиенция Густава Фокса у императора (8 августа) 1866 года.

В тот же день Фокс отправился в Санкт-Петербург, а 27 июля (8 августа) в Петергофском дворце вместе со своим посольством в присутствии американского посланника в России генерала К. М. Клея был представлен императору Александру II и вручил ему резолюцию Конгресса. Был исключительно тепло принят императором и царским двором. Сразу после этого Фокс отправил телеграмму госсекретарю У. Г. Сьюарду с отчётом о выполнении возложенного на него задания. Это была первая телеграмма, отправленная из России в Америку по проложенному в том же году трансатлантическому кабелю.

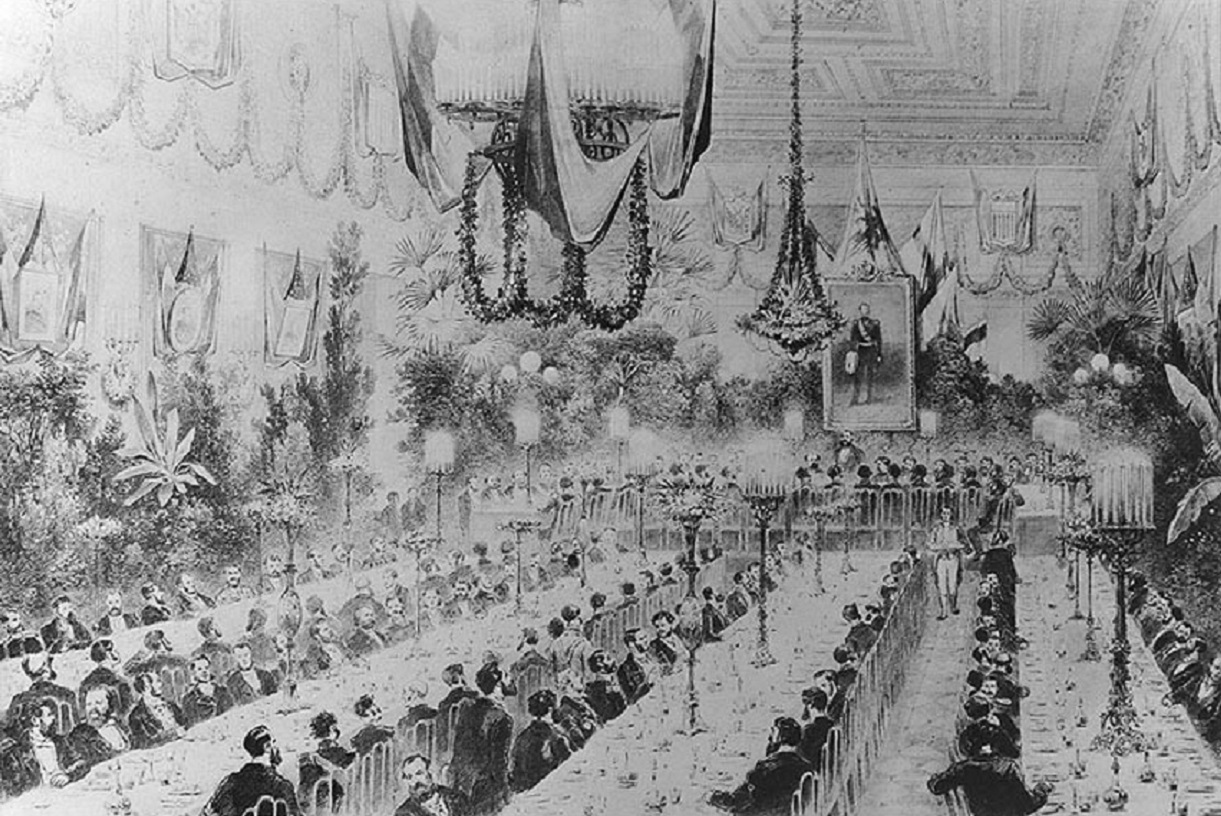
Обед, данный московским городским обществом в честь депутации от Конгресса САСШ, (25) августа 1866 года в зале Московской городской думы. '

В столице Фокс со своей делегацией посетил Эрмитаж, Исаакиевский собор, Адмиралтейство, Обуховский сталелитейный завод, Морской музей, Публичную библиотеку и Академию наук, а также ездил в Красное село и Павловск. Вместе с Александром II присутствовал на учебных манёврах военно-морского флота России, а после и на манёврах гвардейских войск.
11 (23) августа посольство США во главе с Фоксом выехало из Санкт-Петербурга в Москву. Кроме Москвы посольство побывало в Костроме, Твери, Нижнем Новгороде и других как крупных городах, так и малых сёлах Центральной России. В Троице-Сергиевой лавре миссия Фокса посетила митрополита Филарета. Также Фокс посещал яхт-клубы, учебные заведения, заводы, храмы и соборы, дворцы, театры и прочее. Помимо официальных визитов и встреч поездка миссии Фокса по России сопровождалась банкетами, балами и прочими торжественными мероприятиями, данными в честь приезда Фокса в Россию. Телеграммы с приветственными приглашениями на его имя поступали от различных слоёв общества ― городских и военных администраций, купцов, моряков, крестьян и других.
Во время посещения Фоксом 14 (26) августа подмосковных Кузьминок, к нему навстречу с хлебом-солью вышла делегация крестьян во главе с волостным старшиной села Котельники Выхинской волости ― Е. В. Гвоздевым. Растроганный «безыскусственной» приветственной речью последнего, Фокс едва сумел подобрать благодарственные слова. Поднеся Гвоздеву флаг САСШ, Фокс произнёс:

«Примите этот флаг моей страны. Цвета на нём те же самые, что и на русском флаге, хоть и расположены они иным образом. Флаг этот часто развевался во время битв, но ныне он является знаменем мира и доброй воли. Сохраните его, дабы вы, освобождённые русские крестьяне, могли распознавать эмблему дружественной нации, которая всегда будет сочувствовать усилиям вашего класса подняться на уровень благ цивилизации и свободы, дарованной вам вашим возлюбленным государем».
Оригинальный текст (англ.)«Accept this flag of my country. The colors are the same as those of Russia, though disposed in a different manner. This flag has often been displayed in battle, but is this day the standard of peace and good-will. Preserve it, that you, the emancipated Russian peasants, may recognize the emblem of a friendly nation, that will always sympathize with the struggles of your class to place yourselves on a level with the benefits of civilization and freedom, conferred by your well-beloved sovereign».
— J. F. Loubat. Narrative of the mission to Russia, in 1866, of the Hon. Gustavus Vasa Fox, assistant-secretary of the navy.

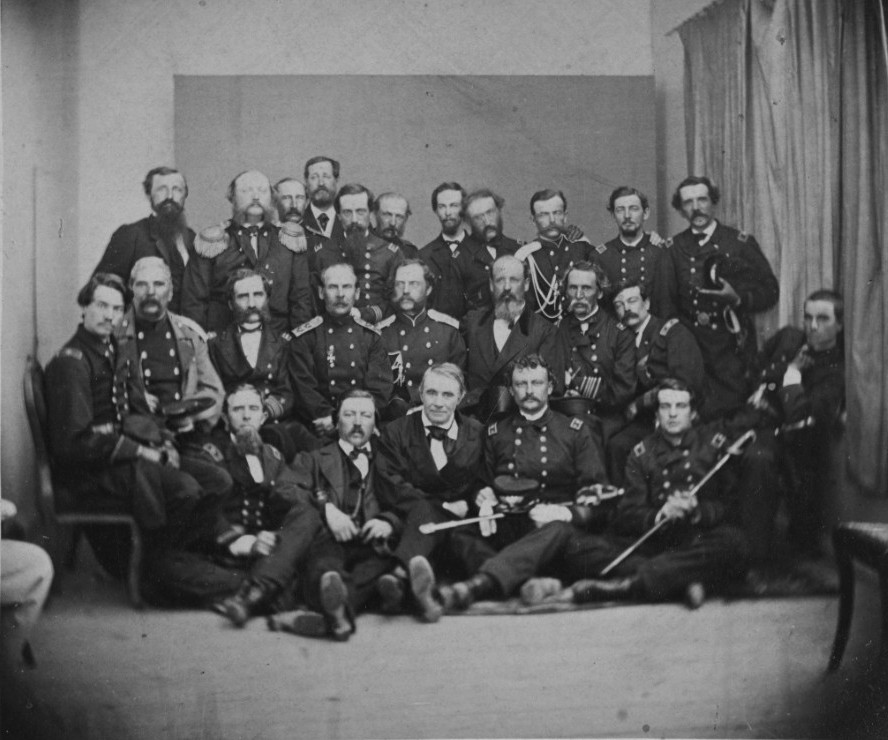
Г. Фокс (2-й ряд, 6-й слева) вместе с русскими и американскими морскими офицерами.

В дальнейшем Густаву Фоксу были вручены дипломы на звание почётного гражданина Санкт-Петербурга, Кронштадта, Москвы, Корчевы и Костромы. В связи с тем, что американским гражданам было запрещено получать иностранные награды, Александр II подарил Фоксу табакерку, инкрустированную 26 бриллиантами. Кроме того, ему разными общественными организациями, учреждениями и частными лицами были подарены 282 экземпляра различных ценных книг, атласов и альбомов. М. П. Погодин подарил ему автографы поэмы А. С. Пушкина, В. А. Жуковского, Н. В. Гоголя, письма Петра I, стихотворное произведение Г. Р. Державина (с правкой автора), факсимиле отрывка из «Истории государства Российского» Н. М. Карамзина и другие уникальные материалы и культурные реликвии России. Фокс позаботился о каталогизации книг и через государственный департамент передал их в библиотеку Смитсоновского института. В своём письме на имя Фокса госсекретарь У. Г. Сьюард по этому поводу писал:

«Могу с полной уверенностью утверждать, что это важное и поучительное приобретение для правительства и народа Соединенных Штатов, поступающее в национальную библиотеку, будет с благодарностью принято и с заботою беречься».
Оригинальный текст (англ.)«In accepting, on behalf of the Government and people of the United States, so important and instructive an acquisition to the national library, I may safely assure you that they will be gratefully appreciated and carefully preserved».
— J. F. Loubat. Narrative of the mission to Russia, in 1866, of the Hon. Gustavus Vasa Fox, assistant-secretary of the navy.
Ещё 27 июля (8 августа) Фокс посетил О. И. Комиссарова-Костромского, спасшего Александру II жизнь во время покушения на него революционера-террориста Д. В. Каракозова, а 3 (15) сентября, в день отплытия посольства США на родину, он присутствовал при казни последнего на Смоленском поле в Санкт-Петербурге.

### В отставке
В 1867 году Фокс принимал деятельное участие в сделке по покупке САСШ у России Аляски. В том же году он вышел в отставку и занялся коммерческой деятельностью. В том же 1867 году предпринял неудачную попытку выкупить первую трансконтинентальную железную дорогу США. После вернулся к текстильной промышленности и возглавил кампанию по производству шерсти в штате Массачусетс.
В конце 1870-х годов Фокс оставил бизнес и занялся научной деятельностью, в частности изучением Багамских Островов.
Умер Густав Фокс 29 октября 1883 года в Лоуэлле штата Массачусетс.

## Научная деятельность

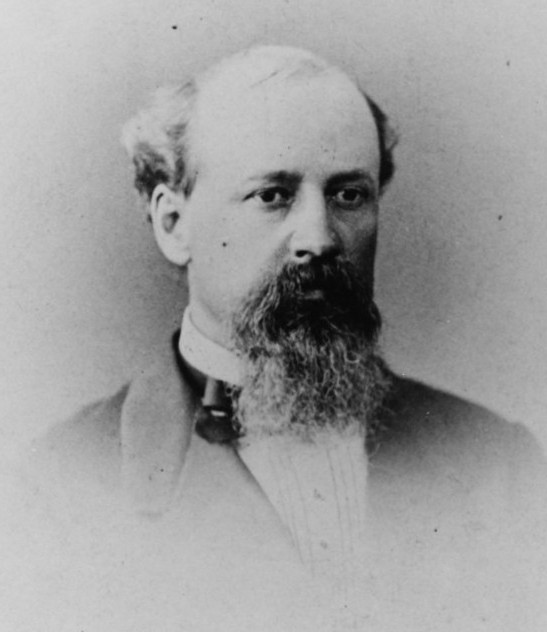
Г. Фокс

Ещё во время дальних экспедиций на шлюпе «Плимут» в 1840-х годах Фокс стал проявлять интерес к вопросам геологии. Также собирал разные виды растений и животных. По словам А. А. Гугенбума, «Корабль был настоящим плавучим зоопарком».
В конце 1870-х годах Фокс исследовал Багамские Острова, после чего в 1882 году выдвинул теорию, согласно которой «загадочный» остров Гуанахани (туземное название острова, на который впервые при открытии Америки 12 октября 1492 года высадился Колумб) — это остров Самана-Ки.
В 1884 году, уже после смерти Фокса, Джеймс Б. Мёрдок подверг критике его версию и после этого остров Самана-Ки перестал рассматриваться как одна из версий первой высадки Колумба в Америке. Лишь спустя столетие, когда Национальным географическим обществом (США) были проведены новые расчёты, версия Фокса была вновь пересмотрена и опубликована Джозефом Джаджом в журнале «National Geographic» за ноябрь 1986 года. Позже ряд исследователей также нашли убедительные подтверждения тому, что остров Самана-Ки является наиболее вероятным кандидатом острова Гуанахани. При этом аргументы, выдвинутые в 1884 году Д. Б. Мёрдоком против данной версии были опровергнуты.